# KLT-40
KLT-40, KLT-40M och KLT-40S är en sovjetisk typ av tryckvattenreaktorer för fartygsbruk.
Sevmorput ett Lash fartyg använder KLT-40 varianten, med 30-40 % anrikat uran-235 ger den 135 MW termisk effekt .
Isbrytarna av Taymyr-klassen använder KLT-40M varianten, med 90 % anrikat uran-235 ger den 171 MW termisk effekt.
Det ryska flytande kärnkraftverket Akademik Lomonosov använder två reaktorer av KLT-40S varianten, med 14,1 % anrikat uran-235 kommer de tillsammans ge 300 MW termisk effekt.